# Malinovníkovití
Malinovníkovití (Byturidae) je čeleď brouků z nadčeledi Cucujoidea.

## Taxonomie
- Podčeleď Byturinae Jacquelin du Val, 1858
  - Rod Byturus Latreille, 1796
    - Byturus affinis 
    - Byturus bakeri Casey, 1911
    - Byturus ochraceus (Scriba, 1790)
    - Byturus rubi Barber, 1942
    - Bringebærbille, Byturus tomentosus (Degeer, 1774)
    - Byturus unicolor Say, 1823
    - Byturus urbanus (Lindemann)

  - Rod Bispinatus Springer & Goodrich
  - Rod Xerasia
    - Xerasia grisescens (Jayne, 1882)
    - Xerasia meschniggi (Reitter, 1905)
- Podčeleď Platydascillinae Pic, 1914
  - Rod Haematoides Fairmaire, 1878
    - Haematoides atriceps Pic, 1910
    - Haematoides davidii Fairmaire, 1878

  - Rod Platydascillus